# Palette en acier
La palette en acier est une palette de manutention en acier destinée à rationaliser la manutention industrielle, le stockage et le transport de marchandises. Elle constitue la version métallique des palettes en bois ou des palettes en plastique.

## Composition
La palette en métal est généralement composée d'acier galvanisé ou d'acier peint.

## Fabrication
La palette est un assemblage soudé ou riveté de feuille d'acier formé fabriquée majoritairement par formage. Elle est assemblée à l'aide de gabarit.

## Avantages
Avantages par rapport à la palette en bois :
- Elle est inaltérable et imputrescible, d’où des facilités de stockage ;
- Elle est recyclable à perpétuité ;
- Elle est ininflammable ;
- Elle augmente la sécurité de manipulation, car elle est dépourvue d’échardes et de clous ;
- Elle permet un empilement à vide plus élevé ;
- Elle permet un cycle de vie estimé plus long.